# Ochrodion
Ochrodion is een kevergeslacht uit de familie van de boktorren (Cerambycidae). De wetenschappelijke naam van het geslacht werd voor het eerst geldig gepubliceerd in 1982 door Fragoso.

## Soorten
Ochrodion omvat de volgende soorten:
- Ochrodion gahani (Gounelle, 1909)
- Ochrodion quadrimaculatum (Gahan, 1892)
- Ochrodion sexmaculatum (Buquet, 1844)
- Ochrodion tavakiliani Martins & Monné, 2005
- Ochrodion testaceum (Gahan, 1892)